# 天文館通停留場
天文館通停留場（日语：／ Tenmonkan dōri teiryūjō */?），又稱天文館通電車站，是位於鹿兒島縣鹿兒島市東千石町，鹿兒島市交通局（鹿兒島市電）第一期線的電車站。車站編號為I07（1系統）和N07（2系統）。

## 歷史
- 1914年7月22日 - 鹿兒島電氣軌道設置此站[1]。
- 1928年7月1日 - 鹿兒島市電氣局接管路線。
- 1933年1月 - 改組成為鹿兒島市交通課車站。
- 1956年5月10日 - 改組成為鹿兒島市交通局車站。
- 2004年10月23日 - 在清明，一架起重機吊車在進行天文館拱廊維修工程時，把市電的架空電纜切斷。因此市電部分區間於首班車至黃昏之間需要暫停服務，同安排了巴士替代服務。

## 電車站構造
此電車站設有2面2線的相對式低地台月台。北邊月台是鹿兒島站前方向，南邊月台是高見馬場方向。

### 運行系統
此電車站是第一期線電車站之一。■1系統和■2系統會駛入此站。

## 使用狀況
| 1日上下車人次變化 | 1日上下車人次變化 |
| 年度              | 1日平均人次       |
| ----------------- | ----------------- |
| 2010年            | 4,400             |
| 2011年            | 4,578             |
| 2012年            | 4,553             |
| 2013年            | 4,564             |
| 2014年            | 4,530             |
| 2015年            | 4,605             |

## 巴士路線
- 「天文館」巴士站設有鹿兒島市交通局、鹿兒島交通（日语：鹿児島交通）、岩崎巴士網絡（日语：いわさきバスネットワーク）、南國交通（日语：南国交通）、JR九州巴士路線停靠。
- 另外，也有高速巴士停靠該站，包括：前往大阪方向的熱帶號（日语：トロピカル号 (大阪 - 鹿児島線)）、福岡方向的櫻島號（日语：桜島号）、宮崎方向的濱木棉號（日语：はまゆう号）、熊本方向的霧島號（日语：きりしま号）、長崎方向的鑭（日语：ランタン号）、大分方向的熱帶號（日语：トロピカル号 (大分 - 鹿児島線)）各路線。

## 電車站周邊
天文館是南九州最大型繁榮市區，各個鹿兒島著名的商店開設於電車站周邊，也有古老的觀光景點。中央銀行、證券公司也設置於該處。
- 天文館通
- 千日町、山之口町、文化通 - 南九州最大型的晚上歡樂街。
- Takapla（日语：タカプラ）
- 天文館公園
- 鹿兒島縣立博物館（日语：鹿児島県立博物館）

金融機構
- 野村證券鹿兒島分店 - 設置了七銀行ATM
- 三菱日聯信託銀行鹿兒島分店 - 設有三菱東京日聯的ATM。

便利店
- 7-11
  - 鹿兒島天文館通店(※設置了七銀行ATM。)

- 羅森
  - 鹿児島東千石店(※設置了南日本銀行ATM。/舊Sunkus東千石店)
  - 鹿児島天文館店(※設置了羅森ATM。(西日本都市銀行管理)/舊Sunkus天文館店)

## 相鄰電車站
鹿兒島市交通局
鹿兒島市電■1系統、■2系統
石燈籠通（I06/N06）－天文館通（I07/N07）－高見馬場（I08/N08）

## 注腳
1. ↑  《日本鉄道旅行地図帳 12号 九州・沖縄》 p.50 新潮社
2. ↑  国土数値情報(駅別乗降客数データ)  （页面存档备份，存于）（日語） - 國土交通省，2018年12月10日參閲
3. ↑  「鹿児島市新交通バリアフリー基本構想」 （页面存档备份，存于）（日語） - 2010年度

## 外部連結
- 鹿兒島市交通局（页面存档备份，存于）（日語）